# Alchemilla mollifolia
Alchemilla mollifolia är en rosväxtart som beskrevs av A. Plocek, J. Zlinská. Alchemilla mollifolia ingår i släktet daggkåpor, och familjen rosväxter. Inga underarter finns listade i Catalogue of Life.